# Volta a Espanya de 2004
La Volta a Espanya de 2004 fou la 59a edició de la Volta a Espanya. La cursa començà a Lleó el 4 de setembre amb una contrarellotge per equips i finalitzà el 26 del mateix mes a Madrid després de 2.925 quilòmetres repartits entre 21 etapes.
El vencedor final fou l'espanyol Roberto Heras (Liberty Seguros Team) que també guanyà la combinada. L'acompanyaren al podi Santi Pérez (Phonak Hearing Systems), que finalitzà segon i Francisco Mancebo (Illes Balears-Banesto).
En les altres classificacions secundàries Félix Cárdenas (Cafés Baqué) guanyà la muntanya, Erik Zabel (T-Mobile Team) aconseguí la victòria en la classificació per punts i el Comunidad Valenciana-Kelme la classificació per equips.
La cançó d'aquesta edició fou "Con la luna llena" de Melendi.

## Equips participants
En aquesta edició de la Volta a Espanya prengueren part 21 equips.
| Núm.    | Codi | Equip                      |
| ------- | ---- | -------------------------- |
| 1-9     | LST  | Liberty Seguros Team       |
| 11-19   | KEL  | Comunidad Valenciana-Kelme |
| 21-29   | A2R  | AG2R Prévoyance            |
| 31-39   | ALS  | Alessio-Bianchi            |
| 41-49   | BAQ  | Cafés Baqué                |
| 51-59   | COF  | Cofidis                    |
| 61-69   | EUS  | Euskaltel-Euskadi          |
| 71-79   | FAS  | Fassa Bortolo              |
| 81-89   | IBB  | Illes Balears-Banesto      |
| 91-99   | LAM  | Lampre-Daikin              |
| 101-109 | ALM  | Costa de Almería-Paternina |

| Núm.    | Codi | Equip                              |
| ------- | ---- | ---------------------------------- |
| 111-119 | PHO  | Phonak Hearing Systems             |
| 121-129 | QSD  | Quick Step-Davitamon               |
| 131-139 | RAB  | Rabobank                           |
| 141-149 | REB  | Relax-Bodysol                      |
| 151-159 | SAE  | Saeco Macchine per Caffè           |
| 161-169 | SDV  | Saunier Duval-Prodir               |
| 171-179 | CSC  | Team CSC                           |
| 181-189 | TMO  | T-Mobile Team                      |
| 191-199 | USP  | US Postal Service p/b Berry Floor  |
| 201-209 | VIN  | Vini Caldirola-Nobili Rubinetterie |

## Etapes
| Etapa | Data           | Recorregut                                  | km         | Guanyador                | Líder            |
| 1a    | 4 de setembre  | Lleó-Lleó                                   | 28 (CRE)   | US Postal Service        | Floyd Landis     |
| 2a    | 5 de setembre  | Lleó-Burgos                                 | 207        | Alessandro Petacchi      | Max Van Heeswijk |
| 3a    | 6 de setembre  | Burgos-Sòria                                | 157        | Alejandro Valverde       | Benoît Joachim   |
| 4a    | 7 de setembre  | Sòria-Saragossa                             | 167        | Alessandro Petacchi      | Benoît Joachim   |
| 5a    | 8 de setembre  | Saragossa-Morella                           | 186,5      | Denís Ménxov             | Manuel Beltrán   |
| 6a    | 9 de setembre  | Benicarló-Castelló de la Plana              | 157        | Óscar Freire             | Manuel Beltrán   |
| 7a    | 10 de setembre | Castelló de la Plana-València               | 165        | Alessandro Petacchi      | Manuel Beltrán   |
| 8a    | 11 de setembre | Almussafes-Almussafes                       | 40,1 (CRI) | Tyler Hamilton           | Floyd Landis     |
| 9a    | 12 de setembre | Xàtiva-Alt d'Aitana                         | 170        | Leonardo Piepoli         | Floyd Landis     |
| 10a   | 13 de setembre | Alcoi-Xorret de Catí                        | 174,5      | Eladio Jiménez           | Floyd Landis     |
| 11a   | 14 de setembre | Sant Vicent del Raspeig-Caravaca de la Cruz | 165        | David Zabriskie          | Floyd Landis     |
| 12a   | 16 de setembre | Almeria-Observatori de Calar Alto           | 145        | Roberto Heras            | Roberto Heras    |
| 13a   | 17 de setembre | El Ejido-Màlaga                             | 172        | Alessandro Petacchi      | Roberto Heras    |
| 14a   | 18 de setembre | Màlaga-Granada                              | 167        | Santiago Pérez           | Roberto Heras    |
| 15a   | 19 de setembre | Granada-Sierra Nevada                       | 29,6 (CRI) | Santiago Pérez           | Roberto Heras    |
| 16a   | 21 de setembre | Olivença-Càceres                            | 190        | José Cayetano Juliá      | Roberto Heras    |
| 17a   | 22 de setembre | Plasència-La Covatilla                      | 170        | Félix Cárdenas           | Roberto Heras    |
| 18a   | 23 de setembre | Béjar-Àvila                                 | 196        | Javier Pascual Rodríguez | Roberto Heras    |
| 19a   | 24 de setembre | Àvila-Collado Villalba                      | 142        | Constantino Zaballa      | Roberto Heras    |
| 20a   | 25 de setembre | Alcobendas-Port de Navacerrada              | 178        | José Enrique Gutiérrez   | Roberto Heras    |
| 21a   | 26 de setembre | Madrid-Madrid                               | 28,2 (CRI) | Santiago Pérez           | Roberto Heras    |

## Classificacions finals

### Classificació general
|    | Ciclista                   | Equip                      | Temps       |
| -- | -------------------------- | -------------------------- | ----------- |
| 1  | Roberto Heras              | Liberty Seguros Team       | 77h 42' 46" |
| 2  | Santiago Pérez             | Phonak Hearing Systems     | a 30"       |
| 3  | Francisco Mancebo          | Illes Balears-Banesto      | a 2'13"     |
| 4  | Alejandro Valverde         | Comunidad Valenciana-Kelme | a 3'33"     |
| 5  | Carlos García Quesada      | Comunidad Valenciana-Kelme | a 7'44"     |
| 6  | Carlos Sastre              | Team CSC                   | a 8'11"     |
| 7  | Isidro Nozal               | Liberty Seguros Team       | a 8'32"     |
| 8  | José Ángel Gómez Marchante | Costa de Almería-Paternina | a 13'08"    |
| 9  | Luis Pérez                 | Cofidis                    | a 13'24"    |
| 10 | David Blanco               | Comunidad Valenciana-Kelme | a 15'15"    |

### Classificacions secundàries
|   | Ciclista          | Equip                      | Punts |
| - | ----------------- | -------------------------- | ----- |
| 1 | Félix Cárdenas    | Cafés Baqué                | 167   |
| 2 | Roberto Heras     | Liberty Seguros Team       | 111   |
| 3 | Eladio Jiménez    | Comunidad Valenciana-Kelme | 110   |
| 3 | Santiago Pérez    | Phonak Hearing Systems     | 110   |
| 5 | Francisco Mancebo | Illes Balears-Banesto      | 92    |

|   | Ciclista           | Equip                      | Punts |
| - | ------------------ | -------------------------- | ----- |
| 1 | Erik Zabel         | T-Mobile Team              | 152   |
| 2 | Alejandro Valverde | Comunidad Valenciana-Kelme | 144   |
| 3 | Roberto Heras      | Liberty Seguros Team       | 142   |
| 4 | Santiago Pérez     | Phonak Hearing Systems     | 135   |
| 5 | Francisco Mancebo  | Illes Balears-Banesto      | 134   |

|   | Ciclista           | Equip                      | Punts |
| - | ------------------ | -------------------------- | ----- |
| 1 | Roberto Heras      | Liberty Seguros Team       | 6     |
| 2 | Santiago Pérez     | Phonak Hearing Systems     | 9     |
| 3 | Francisco Mancebo  | Illes Balears-Banesto      | 13    |
| 3 | Alejandro Valverde | Comunidad Valenciana-Kelme | 13    |
| 5 | Isidro Nozal       | Liberty Seguros Team       | 27    |

| Pos. | Equip                      | Temps        |
| ---- | -------------------------- | ------------ |
| 1    | Comunidad Valenciana-Kelme | 233h 04' 50" |
| 2    | Liberty Seguros Team       | a 27'22"     |
| 3    | Illes Balears-Banesto      | a 26'51"     |

## Evolució de les classificacions
| Etapa                  | Vencedor                 | Classificació general Mallot or | Classificació per punts Mallot blau | Classificació de la muntanya Mallot verd | Classificació combinata Mallot blanc | Classificació per equips   |
| ---------------------- | ------------------------ | ------------------------------- | ----------------------------------- | ---------------------------------------- | ------------------------------------ | -------------------------- |
| 1ª                     | US Postal Service        | Floyd Landis                    | Floyd Landis                        | Floyd Landis                             | Floyd Landis                         | US Postal Service          |
| 2ª                     | Alessandro Petacchi      | Max van Heeswijk                | Erik Zabel                          | Floyd Landis                             | Floyd Landis                         | US Postal Service          |
| 3ª                     | Alejandro Valverde       | Benoît Joachim                  | Stuart O'Grady                      | Floyd Landis                             | Floyd Landis                         | US Postal Service          |
| 4ª                     | Alessandro Petacchi      | Benoît Joachim                  | Erik Zabel                          | Floyd Landis                             | Floyd Landis                         | US Postal Service          |
| 5ª                     | Denís Ménxov             | Manuel Beltrán                  | Stuart O'Grady                      | Juan Manuel Gárate                       | Floyd Landis                         | US Postal Service          |
| 6ª                     | Óscar Freire             | Manuel Beltrán                  | Stuart O'Grady                      | Francisco Mancebo                        | Manuel Beltrán                       | US Postal Service          |
| 7ª                     | Alessandro Petacchi      | Manuel Beltrán                  | Erik Zabel                          | Francisco Mancebo                        | Denís Ménxov                         | US Postal Service          |
| 8ª                     | Tyler Hamilton           | Floyd Landis                    | Erik Zabel                          | Francisco Mancebo                        | Floyd Landis                         | US Postal Service          |
| 9ª                     | Leonardo Piepoli         | Floyd Landis                    | Erik Zabel                          | David Fernández                          | Francisco Mancebo                    | US Postal Service          |
| 10ª                    | Eladio Jiménez           | Floyd Landis                    | Stuart O'Grady                      | José Miguel Elias                        | Francisco Mancebo                    | Comunidad Valenciana-Kelme |
| 11ª                    | David Zabriskie          | Floyd Landis                    | Stuart O'Grady                      | José Miguel Elias                        | Alejandro Valverde                   | Comunidad Valenciana-Kelme |
| 12ª                    | Roberto Heras            | Roberto Heras                   | Stuart O'Grady                      | Roberto Heras                            | Roberto Heras                        | Comunidad Valenciana-Kelme |
| 13ª                    | Alessandro Petacchi      | Roberto Heras                   | Erik Zabel                          | Roberto Heras                            | Roberto Heras                        | Comunidad Valenciana-Kelme |
| 14ª                    | Santiago Pérez           | Roberto Heras                   | Erik Zabel                          | Roberto Heras                            | Roberto Heras                        | Comunidad Valenciana-Kelme |
| 15ª                    | Santiago Pérez           | Roberto Heras                   | Erik Zabel                          | Roberto Heras                            | Roberto Heras                        | Comunidad Valenciana-Kelme |
| 16ª                    | José Cayetano Juliá      | Roberto Heras                   | Erik Zabel                          | Roberto Heras                            | Roberto Heras                        | Comunidad Valenciana-Kelme |
| 17ª                    | Félix Cárdenas           | Roberto Heras                   | Erik Zabel                          | Félix Cárdenas                           | Roberto Heras                        | Comunidad Valenciana-Kelme |
| 18ª                    | Javier Pascual Rodríguez | Roberto Heras                   | Erik Zabel                          | Félix Cárdenas                           | Roberto Heras                        | Comunidad Valenciana-Kelme |
| 19ª                    | Constantino Zaballa      | Roberto Heras                   | Erik Zabel                          | Félix Cárdenas                           | Roberto Heras                        | Comunidad Valenciana-Kelme |
| 20ª                    | José Enrique Gutiérrez   | Roberto Heras                   | Erik Zabel                          | Félix Cárdenas                           | Roberto Heras                        | Comunidad Valenciana-Kelme |
| 21ª                    | Santiago Pérez           | Roberto Heras                   | Erik Zabel                          | Félix Cárdenas                           | Roberto Heras                        | Comunidad Valenciana-Kelme |
| Classificacions finals | Classificacions finals   | Roberto Heras                   | Erik Zabel                          | Félix Cárdenas                           | Roberto Heras                        | Comunidad Valenciana-Kelme |